# Killdeer
Killdeer – miasto w Stanach Zjednoczonych, w stanie Dakota Północna, w hrabstwie Dunn.